# Fu (carácter)
Fú (en chino: 福) es un carácter chino que significa 'fortuna' o 'buena suerte'. Aparte de representarse directamente escribiendo el carácter, a veces aparece de forma visual en una de sus formas homófonas. Además está encarnado en uno de los tres dioses estrellas: Fú, Lù y Shòu.
Un fu enmarcado es una tradición china muy extendida asociada con el  Año Nuevo chino y se puede ver en las entradas de muchos hogares chinos por todo el mundo. El sinograma se imprime en un trozo de papel cuadrado o se cose en tela. La práctica es universal entre el pueblo chino independientemente del nivel socioeconómico y se remonta al menos a la dinastía Song (960 – 1279).
Como ideograma decorativo, fu suele aparecer del revés sobre un rombo. Este se debe a un juego de palabras: en casi todas las variedades del chino, las palabras para 倒 dào "del revés" y 到 dào "llegar" son homófonas. Por lo tanto, la frase "fu al revés" suena igual a 'llega la buena fortuna'. Pegar el carácter al revés en la puerta o en el marco simboliza el deseo de que la fuena suerte descienda sobre los habitantes de una vivienda.
Otra historia afirma que la colocación del carácter al revés tiene su origen en la familia de un príncipe del siglo XIX de la dinastía Qing: en la víspera de Año Nuevo chino, 除夕 Chúxi, los sirvientes del príncipe le gastaron una broma pegando caracteres fu por toda su residencia real. Un sirviente analfabeto colocó los caracteres al revés sin darse cuenta. Se dice que el príncipe se puso furioso al ver los caracteres, pero un sirviente de reacción rápida calmó humildemente al príncipe diciéndole que lo ocurrido debía ser una señal de que la prosperidad  "llegaba" a su casa usando el juego de palabras mencionado anteriormente.
Los murciélagos (蝠) se encuentran entre los símbolos chinos más omnipresentes, con el mismo significado simbólico que el compuesto fono-semántico fu. Una coincidencia menos común es 麩子 fuzi "salvado de avena", no solo porque, según Welch, "las representaciones de granos se han utilizado a lo largo de la historia china para representar la fecundidad", sino también en conjunto con otros granos con juegos de palabras homófonos relacionados; por ejemplo, lì es una sílaba que puede referirse a dos homófonos 粒 "grano" o 利 "beneficios".
El uso de fu en varias formas, como caligrafía, sellos, manualidades de papel y carteles, representa el deseo de que la buena suerte sea expansiva y multifacética. Los textiles y cerámicas chinos a menudo transcriben este mensaje al representar un número aleatorio de murciélagos en vuelo, que a veces más de cien.

## Galería

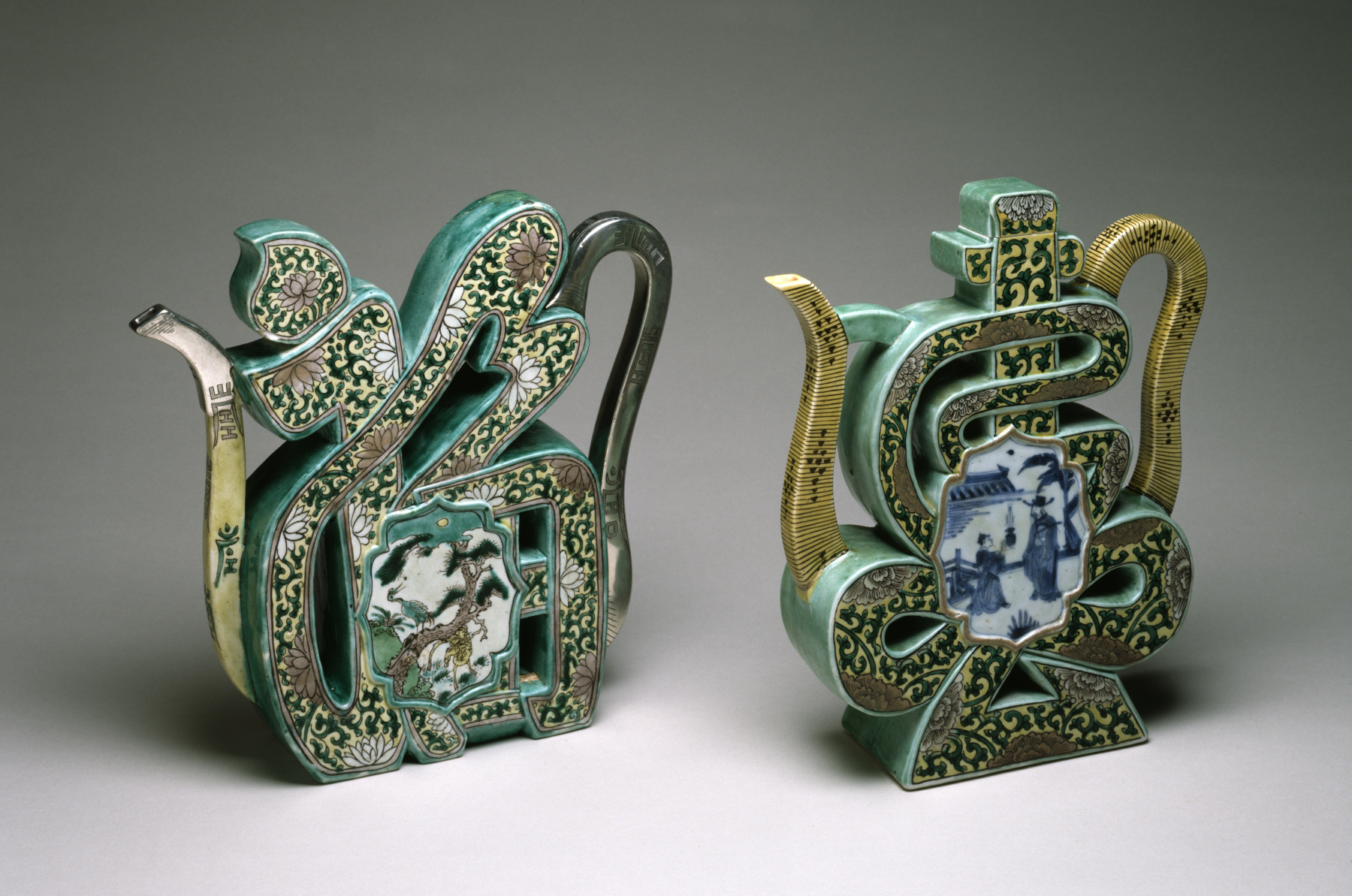
Jarras de vino "Famille Verte" en forma de fu 福, izquierda, y shou 壽, derecha
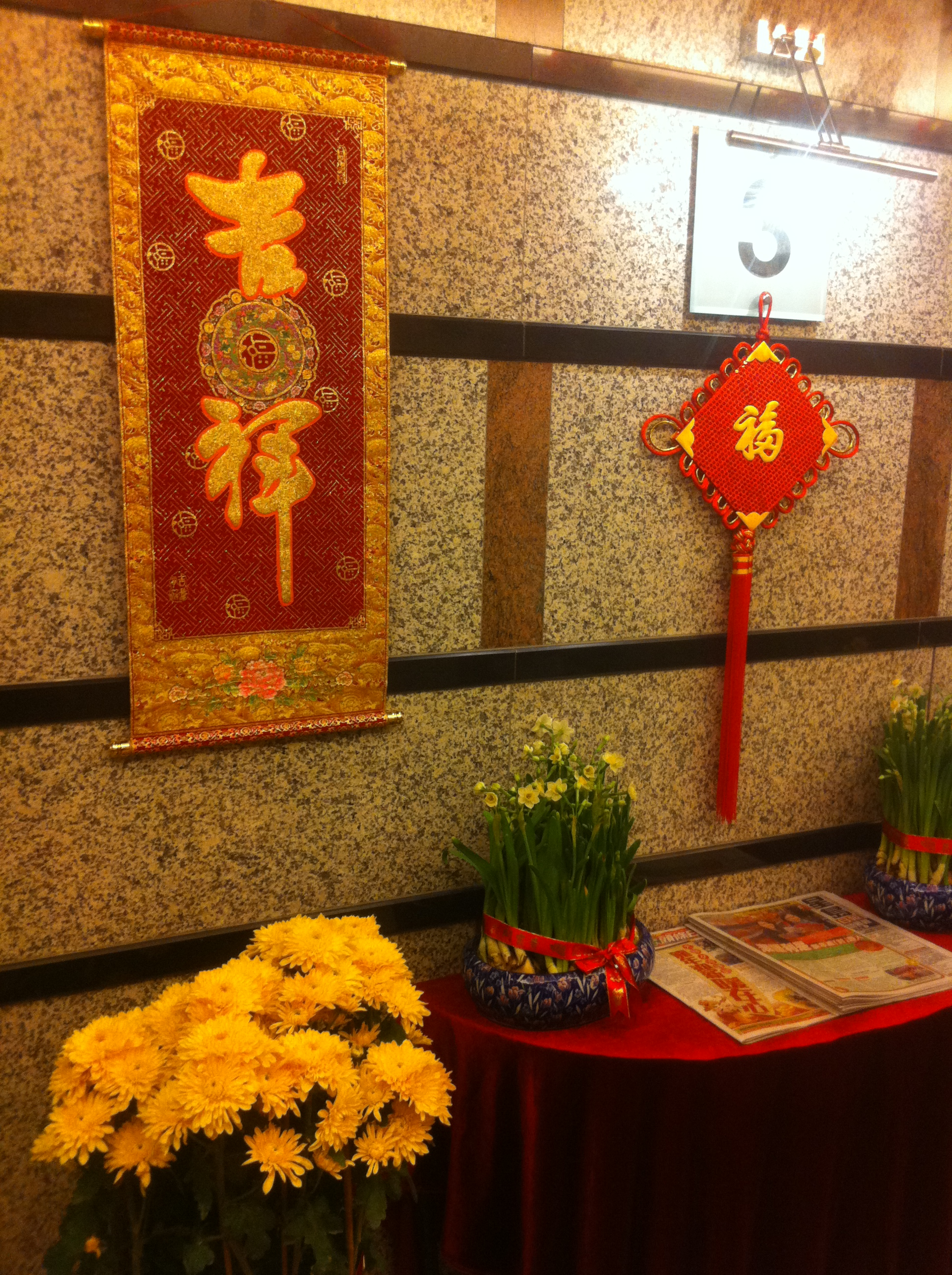
Decoraciones de Año Nuevo en Hong Kong, con un fu en el nudo chino de la derecha
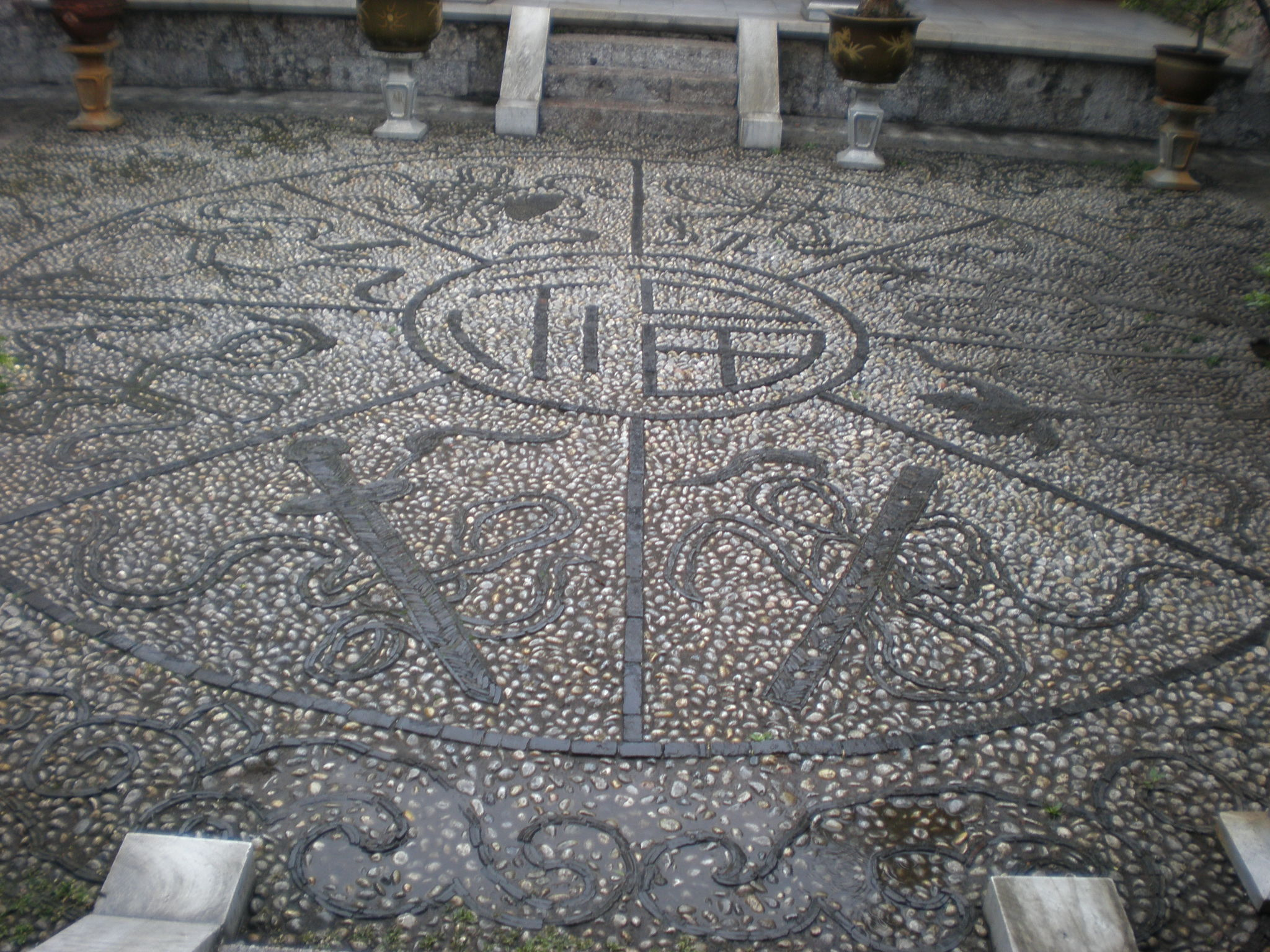
Un mosaico en el patio interior de la Mansión Mu, en Lijiang (Yunnan), con un fu en el centro
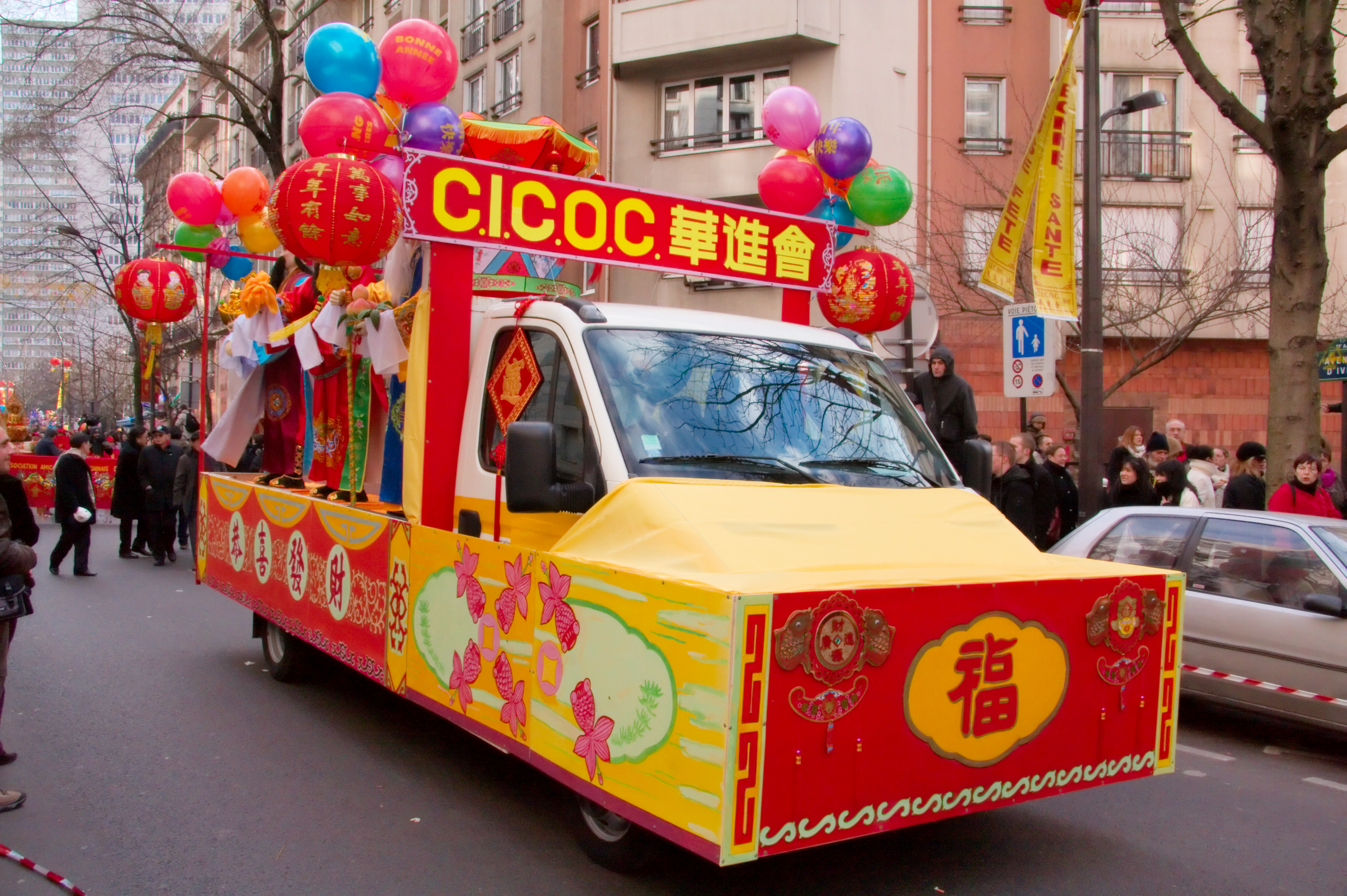
Celebración del Año Nuevo chino en París en 2009, fu aparece delante de la carroza
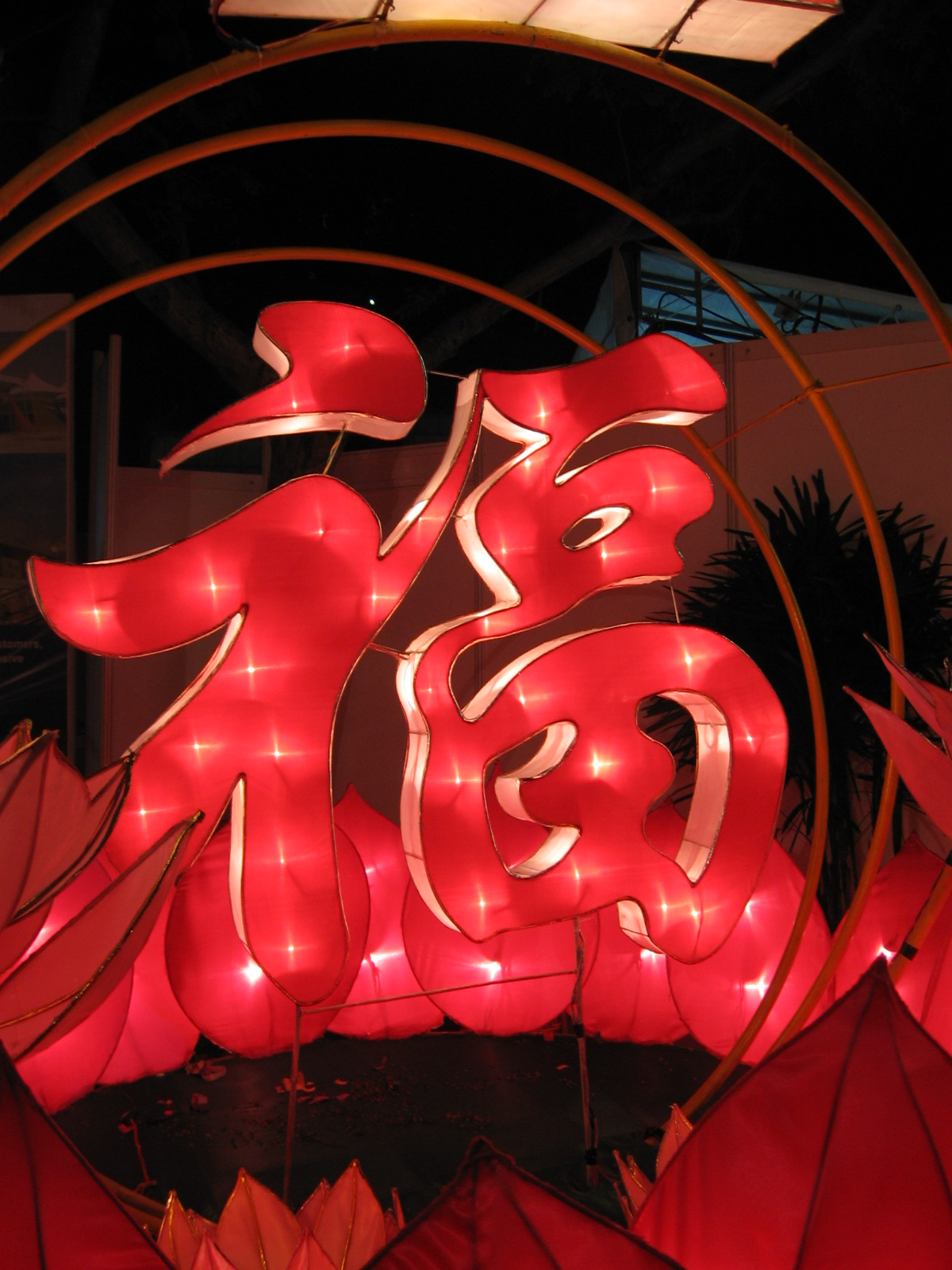
Farol en forma de  fu en el Carnaval Hongbao de Singapur durante el Año Nuevo
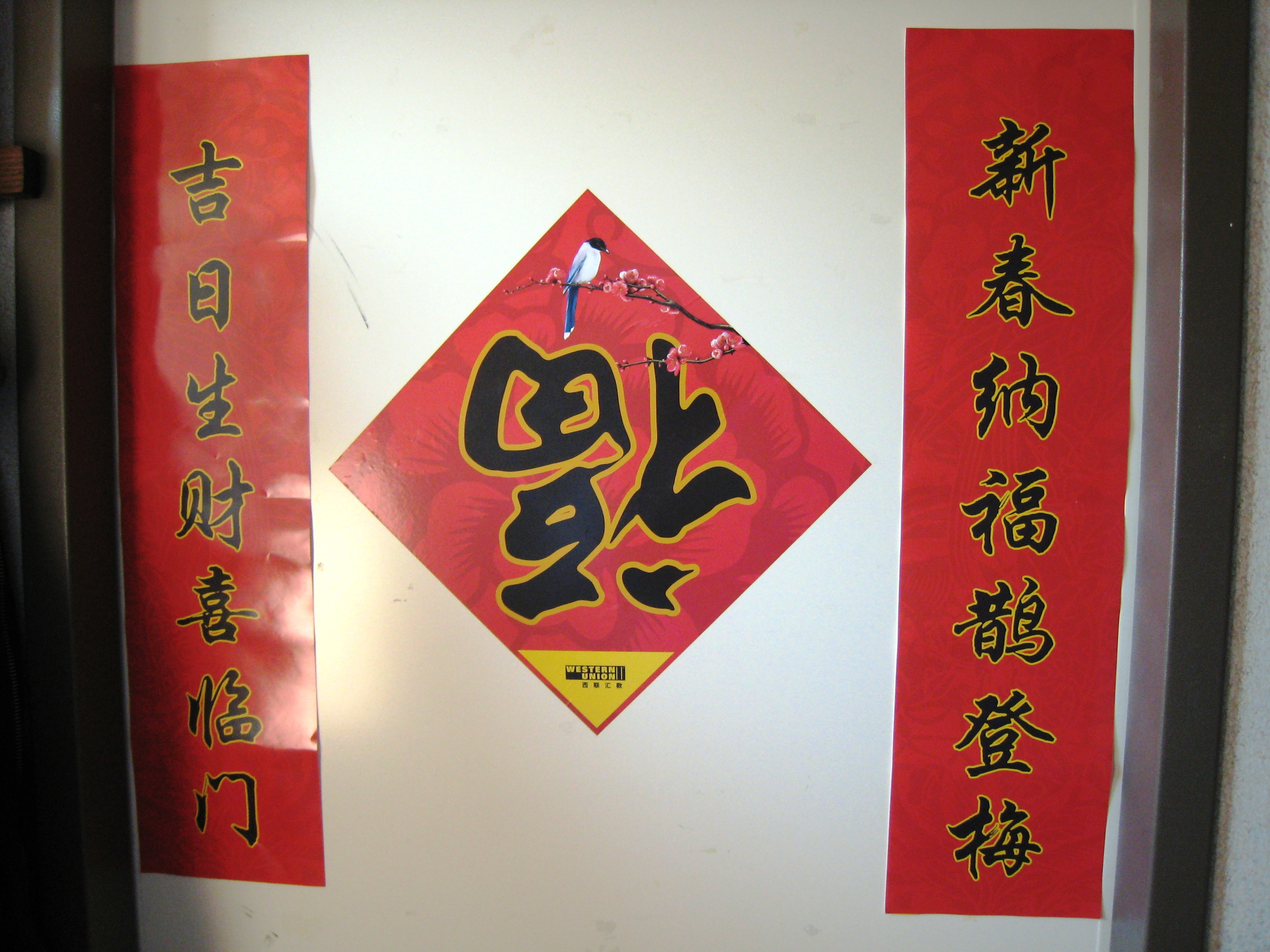
Típicas decoraciones de Año Nuevo en Colorado, con el carácter central fu mostrado al revés

## Unicode
Desde 2017, la versión 10 del estándar Unicode presenta una versión redondeada del carácter en el bloque " Suplemento ideográfico adjunto ", en el punto de código U+1F260;